# Liste der Kulturdenkmale in Bad Ditzenbach

Wappen von Bad Ditzenbach

In der Liste der Kulturdenkmale in Bad Ditzenbach werden unbeweglichen Bau- und Kunstdenkmale in Bad Ditzenbach aufgelistet. Diese Liste ist noch unvollständig.

## Allgemein
- Bild: Zeigt ein ausgewähltes Bild aus Commons, „Weitere Bilder“ verweist auf die Bilder im Medienarchiv Wikimedia Commons.
- Bezeichnung: Nennt den Namen, die Bezeichnung oder die Art des Kulturdenkmals.
- Lage: Straßenname und Hausnummer oder Flurstücknummer des Kulturdenkmals, gegebenenfalls auch den Ortsteil. Die Grundsortierung der Liste erfolgt nach dieser Adresse. Der Link (Karte) führt zu verschiedenen Kartendiensten mit der Position des Kulturdenkmals. Fehlt dieser Link, wurden die Koordinaten noch nicht eingetragen. Sind diese bekannt, können sie über ein Tool mit einer Kartenansicht einfach nachgetragen werden. In dieser Kartenansicht sind Kulturdenkmale ohne Koordinaten mit einem roten bzw. orangen Marker dargestellt und können durch Verschieben auf die richtige Position in der Karte mit Koordinaten versehen werden. Kulturdenkmale ohne Bild sind an einem blauen bzw. roten Marker erkennbar.
- Datierung: Baubeginn, Fertigstellung, Datum der Erstnennung oder grobe zeitliche Einordnung entsprechend des Eintrags in der zuständigen Denkmaldatenbank (Landesamt für Denkmalpflege Baden-Württemberg).
- Beschreibung: Kurzcharakteristik des Kulturdenkmals.

## Liste
| Bild           | Bezeichnung                                           | Lage                                                  | Datierung     | Beschreibung | ID |
| -------------- | ----------------------------------------------------- | ----------------------------------------------------- | ------------- | --- | -- |
|                | Katholische Pfarrkirche St. Laurentius                | Hauptstraße 29 (Karte)                                | 1707          | Die im spätgotischen Stil gebaute katholische Pfarrkirche St. Laurentius befindet sich zentral im Ort Bad Ditzenbach. Zu ihr gehören die Reste einer Kirchhofmauer. Geschützt nach § 28 DSchG |    |
|                | Katholische Kreuzkapelle (Brunnbühlkapelle)           | Kapellenweg (Karte)                                   | 1908          | Die katholische Kreuzkapelle befindet sich nordwestlich von Bad Ditzenbach am Fuße des Galgenberg. Zu ihr gehört ein Kreuzweg, welcher von Linden umgeben ist. Geschützt nach § 2 DSchG | BW |
| Weitere Bilder | Burgruine Hiltenburg                                  | Schlossberg (Karte)                                   | 1516 zerstört | Die Burgruine der Hiltenburg befindet sich südlich von Bad Ditzenbach auf der Spitze eines Felsvorsprungs. Geschützt nach § 28 DSchG |    |
|                | Evangelische Pfarrkirche St. Stephanus                | Auendorf, Kirchstraße 18 (Karte)                      | um 1100       | Die evangelische Pfarrkirche St. Stephanus befindet sich am nordwestlichen Rand von Auendorf. Geschützt nach § 28 DSchG | BW |
| Weitere Bilder | Schlageter-Denkmal                                    | Auendorf, Nordöstlich des Ortes, Flur Roßbühl (Karte) | 1934          | Das Schlageter-Denkmal befindet sich am nordöstlichen von Auendorf. Das Denkmal ist eine Pyramide aus Findlingen und ist umgeben von Wacholderheiden. Geschützt nach § 2 DSchG |    |
|                | Ehemalige Gosbacher Spinnerei und Zwirnerei M. Becker | Gosbach, Bahnhofstraße 9, 14, 16 (Karte)              | 1908          | Der ursprüngliche Bau der Gosbacher Spinnerei und Zwirnerei M. Becker ist ein giebelständiger Putzbau mit Mansardgiebeldach. Später wurden dann noch ein Backsteinbau und ein Kesselhaus mit geschweiften Giebeln und Sägezahndächern hinzugefügt. Nach Plänen des Architekts Georg Stahl wurde ein 1933 ein zweigeschossiges Bürogebäude aus Backstein mit Sägezahndach angebaut. Abgesehen von Unterbrechungen während der beiden Weltkriege wurden hier bis 1966 Baumwollgarne und Gewebe produziert. 2004 kaufte dann die Firma Kräuterhaus Sanct Bernhard das Gebäude auf, welche hier heutzutage moderne Kosmetikproduktion betreibt. |    |
|                | Katholische Pfarrkirche St. Magnus                    | Gosbach, Magnusstraße 19 (Karte)                      | 1921/22       | Die im Kern gotische, katholische Pfarrkirche St. Magnus befindet sich am südwestlichen Rand von Gosbach. Geschützt nach § 28 DSchG | BW |
| Weitere Bilder | Katholische Kapelle St. Josef                         | Gosbach, Wiesensteiger Straße 52 (Karte)              | 1773          | Die katholische Kapelle St. Josef befindet sich westlich von Gosbach. Geschützt nach § 28 DSchG |    |
| Weitere Bilder | Katholische Kreuzkapelle                              | Gosbach, Auf dem Leimberg 1 (Karte)                   | 1882/83       | Die katholische Kreuzkapelle ist auf dem Leimberg nordwestlich von Gosbach gelegen. Geschützt nach § 28 DSchG |    |